# Torneo Apertura 2017 Serie B de México
El Torneo Apertura 2017 de la Serie B fue el 41° torneo corto que abrió la LXVIII temporada de la Segunda División.

## Cambios
- Deportivo San Juan se muda a San Miguel de Allende y se convirtió en Internacional de San Miguel de Allende.
- Colibríes de Malinalco se muda a Huixquilucan y se convirtió en Tecamachalco.
- Vikingos F.C. cambió de nombre a Ciervos F.C..
- Titanes de Saltillo cambió de nombre a Atlético Saltillo Soccer.
- Alacranes Rojos de Apatzingán descendió a Tercera División de México.
- Deportivo Cafessa, Constructores de Gómez Palacio, Isleños del Carmen  y Zitácuaro llegan como equipos de expansión.
- Fresnillo, UAZ, U de G "B", Chapulineros de Oaxaca, Ocelotes UNACH y Orizaba llegan como equipos no ascenso por la infraestructura de sus estadios. (Todos jugaron en la Serie A en la temporada 2016–17)
- Atlético Lagunero, Garzas UAEH, y Patriotas de Córdoba desaparecen.
- En septiembre de 2017, Isleños del Carmen se traslada a Villahermosa, Tabasco por problemas de sede en Ciudad del Carmen.[1] En enero de 2018 cambiaría de nombre de acuerdo con su nueva ubicación.[2]

## Equipos participantes

### Equipos por Entidad Federativa
Se muestran las localizaciones en mapa de equipos de Segunda División de México 2017-18 ramal Serie B.
Para la temporada 2017-18, las entidades federativas de la República Mexicana con más equipos en la Serie B es el Estado de México con cuatro equipos.
| Entidad Federativa | N.º | Equipos                                                               |
| ------------------ | --- | --------------------------------------------------------------------- |
| Estado de México   | 4   | Ciervos, Deportivo Chimalhuacán, Deportivo Gladiadores y Tecamachalco |
| Zacatecas          | 3   | Fresnillo, Mineros "B" y UAZ                                          |
| Durango            | 2   | Calor y Constructores                                                 |
| Guanajuato         | 2   | Celaya "B" e Internacional                                            |
| Jalisco            | 2   | Deportivo Cafessa y U. de G. "B                                       |
| Michoacán          | 2   | Sahuayo y Zitácuaro                                                   |
| Campeche           | 1   | Isleños                                                               |
| Chiapas            | 1   | Ocelotes UNACH                                                        |
| Coahuila           | 1   | Atlético Soccer                                                       |
| Guerrero           | 1   | Cuatetes                                                              |
| Hidalgo            | 1   | Satélites                                                             |
| Morelos            | 1   | Cuautla                                                               |
| Oaxaca             | 1   | Chapulineros                                                          |
| Quintana Roo       | 1   | Yalmakan                                                              |
| Sinaloa            | 1   | Dorados "B"                                                           |
| Sonora             | 1   | Cimarrones "B"                                                        |
| Tlaxcala           | 1   | Tlaxcala                                                              |
| Veracruz           | 1   | Albinegros de Orizaba                                                 |

### Información sobre los equipos participantes

#### Grupo 1
| Equipo                      | Entrenador            | Sede                              | Estadio                           | Capacidad | Filial                     |
| --------------------------- | --------------------- | --------------------------------- | --------------------------------- | --------- | -------------------------- |
| Atlético Saltillo Soccer    | Lorenzo López Balboa  | Saltillo, Coahuila                | Estadio Olímpico de Saltillo      | 7,000     |                            |
| Club Calor                  | Ricardo López         | Gómez Palacio, Durango            | Unidad Deportiva Gómez Palacio    | 4,000     |                            |
| Celaya "B"                  | Jose Islas Rodriquez  | Soria, Guanajuato                 | Miguel Alemán Valdés              | 26,300    | Club Celaya                |
| Cimarrones "B"              | Yuri Hernández        | Guaymas, Sonora                   | Miguel Castro Servin              | 4,000     | Cimarrones de Sonora       |
| Correcaminos "B"            | Jorge Alberto Sanchez | Ciudad Victoria, Tamaulipas       | Marte R. Gómez                    | 11,000    | Correcaminos UAT           |
| Constructores               | Pedro Muñoz           | Gómez Palacio, Durango            | Unidad Deportiva Gómez Palacio    | 4,000     |                            |
| Deportivo Cafessa           | Guillermo Hernández   | Tlajomulco, Jalisco               | Unidad Deportiva Mariano Otero    | 3 000     |                            |
| Dorados "B"                 | Marcos Marroquín      | Culiacán, Sinaloa                 | Juventud                          | 2,000     | Dorados de Sinaloa         |
| Fresnillo                   | Rubén Hernández       | Fresnillo, Zacatecas              | Unidad Deportiva Minera Fresnillo | 2,500     |                            |
| Internacional de San Miguel | Edmundo Ríos          | San Miguel de Allende, Guanajuato | José María 'Capi' Correa Tellez   | 10,000    |                            |
| Mineros de Zacatecas "B"    | Julio Estrada         | Tlaltenango, Zacatecas            | La Alberca                        | 1,500     | Mineros de Zacatecas       |
| Sahuayo F. C.               | José Daniel García    | Sahuayo, Michoacán                | Unidad Deportiva Municipal        | 1,500     | Tigres UANL                |
| Tuzos UAZ                   | Jorge ‘Mimo’ Raudales | Zacatecas, Zacatecas              | Francisco Villa                   | 14,000    |                            |
| U de G "B"                  | Ahuizotl Sánchez      | Ameca, Jalisco                    | N. D. y C. de E. Ameca            | 4,000     | Universidad de Guadalajara |

#### Grupo 2
| Equipo                 | Entrenador         | Sede                                | Estadio                         | Capacidad | Filial                      |
| ---------------------- | ------------------ | ----------------------------------- | ------------------------------- | --------- | --------------------------- |
| Ciervos F. C.          | Leonardo Castillo  | Chalco, Estado de México            | Arreola                         | 2 000     |                             |
| Chapulineros de Oaxaca | Carlos Ayala       | Oaxaca, Oaxaca                      | Tecnológico de Oaxaca           | 15 000    |                             |
| Cuatetes de Acapulco   | José Diaz          | Acapulco, Guerrero                  | Unidad Deportiva Acapulco       | 13,000    |                             |
| Cuautla                | Mario Hernández    | Cuautla, Morelos                    | Isidro Gil Tapia                | 5 000     |                             |
| Deportivo Chimalhuacán | Pablo Robles       | Chimalhuacán, Estado de México      | Deportivo La Laguna             | 2,000     |                             |
| Deportivo Gladiadores  | José Sánchez       | Cuautitlán, Estado de México        | Los Pinos                       | 5 000     |                             |
| F. C. Satélites        | Roberto Mota       | Tulancingo de Bravo, Hidalgo        | Unidad Depor. Javier Rojo Gómez | 2,500     |                             |
| Isleños F.C.           | Tomás Borja        | Villahermosa, Tabasco               | Olímpico de Villahermosa        | 12 000    |                             |
| Ocelotes UNACH         | Adrián García      | San Cristóbal de las Casas, Chiapas | Municipal de San Cristóbal      | 10 000    |                             |
| Orizaba                | Carlos Reynoso Jr. | Orizaba, Veracruz                   | Socum                           | 7 000     | Tiburones Rojos de Veracruz |
| Tecamachalco           | José Huerta        | Huixquilucan, Estado de México      | Alberto Pérez Navarro           | 3 000     | Alebrijes de Oaxaca         |
| Tlaxcala               | Silvio Rudman      | Tlaxcala, Tlaxcala                  | Tlahuicole                      | 7 000     | Club de Fútbol Pachuca      |
| Yalmakan               | Carlos Bracamonte  | Puerto Morelos, Quintana Roo        | Pescadores                      | 1 200     |                             |
| Zitácuaro              | Gabriel Mancilla   | Zitácuaro, Michoacán                | Ignacio López Rayón             | 10,000    |                             |

## Torneo Regular
- El Calendario completo según la página oficial.

| Jornada 1              | Jornada 1 | Jornada 1              | Jornada 1                         | Jornada 1    | Jornada 1 | Jornada 1    | Jornada 1  | Jornada 1 | Jornada 1 | Jornada 1 | Jornada 1 |
| Grupo A                | Grupo A   | Grupo A                | Grupo A                           | Grupo A      | Grupo A   | Grupo A      | Grupo A    | Grupo A   | Grupo A   | Grupo A   |           |
| Local                  | Resultado | Visitante              | Estadio                           | Fecha        | Hora      | Espectadores | Amonestado | Expulsado |           |           |           |
| ---------------------- | --------- | ---------------------- | --------------------------------- | ------------ | --------- | ------------ | ---------- | --------- | --------- | --------- | --------- |
| Atlético Saltillo      | 0 - 0     | Calor                  | Francisco I. Madero               | 11 de agosto | 19:00     | 500          | 3          | 0         |           |           |           |
| Cafessa                | 3 - 3     | Cimarrones B           | Unidad Deportiva Mariano Otero    | 11 de agosto | 20:00     | 300          | 3          | 0         |           |           |           |
| Correcaminos "B"       | 2 - 0     | Dorados B              | Marte R. Gómez                    | 12 de agosto | 10:00     | 50           | 3          | 0         |           |           |           |
| Constructores          | 1 - 2     | Inter de San Miguel    | Unidad Deportiva Gómez Palacio    | 12 de agosto | 16:00     | 250          | 4          | 0         |           |           |           |
| UAZ                    | 0 - 3     | Mineros de Zacatecas B | Francisco Villa                   | 12 de agosto | 16:00     | 300          | 4          | 0         |           |           |           |
| Sahuayo                | 0 - 0     | U de G B               | Unidad Deportiva Municipal        | 12 de agosto | 17:00     | 500          | 4          | 0         |           |           |           |
| Fresnillo              | 0 - 1     | Celaya B               | Unidad Deportiva Minera Fresnillo | 12 de agosto | 19:00     | 1 000        | 2          | 0         |           |           |           |
| Grupo B                |           |                        |                                   |              |           |              |            |           |           |           |           |
| Local                  | Resultado | Visitante              | Estadio                           | Fecha        | Hora      | Espectadores | Amonestado | Expulsado |           |           |           |
| Gladiadores            | 1 - 1     | Ocelotes UNACH         | Los Pinos                         | 11 de agosto | 10:00     | 300          | 5          | 0         |           |           |           |
| Deportivo Chimalhuacán | 3 - 0     | Satélites              | La Laguna                         | 11 de agosto | 16:00     | 250          | 4          | 1         |           |           |           |
| Chapulineros           | 0 - 3     | Tlaxcala               | Tecnológico de Oaxaca             | 11 de agosto | 18:00     | 300          | 0          | 1         |           |           |           |
| Orizaba                | 4 - 2     | Cuatetes               | Socum                             | 12 de agosto | 12:00     | 1 300        | 2          | 0         |           |           |           |
| Ciervos F. C.          | 0 - 0     | Yalmakan               | Arreola                           | 12 de agosto | 16:00     | 1 300        | 4          | 0         |           |           |           |
| Zitácuaro              | 0 - 2     | Tecamachalco           | Ignacio López Rayón               | 12 de agosto | 16:00     | 300          | 4          | 0         |           |           |           |
| Cuautla                | 1 - 1     | Isleños F.C.           | Isidro Gil Tapia                  | 12 de agosto | 16:00     | 600          | 4          | 1         |           |           |           |

| Jornada 2              | Jornada 2 | Jornada 2         | Jornada 2                            | Jornada 2    | Jornada 2 | Jornada 2    | Jornada 2  | Jornada 2 | Jornada 2 | Jornada 2 | Jornada 2 |
| Grupo A                | Grupo A   | Grupo A           | Grupo A                              | Grupo A      | Grupo A   | Grupo A      | Grupo A    | Grupo A   | Grupo A   | Grupo A   |           |
| Local                  | Resultado | Visitante         | Estadio                              | Fecha        | Hora      | Espectadores | Amonestado | Expulsado |           |           |           |
| ---------------------- | --------- | ----------------- | ------------------------------------ | ------------ | --------- | ------------ | ---------- | --------- | --------- | --------- | --------- |
| Dorados B              | 3 - 0     | Fresnillo         | Juventud                             | 19 de agosto | 10:00     | 100          | 1          | 0         |           |           |           |
| Cimarrones B           | 0 - 0     | Correcaminos "B"  | Miguel Castro Servín                 | 19 de agosto | 10:00     | 200          | 3          | 0         |           |           |           |
| Calor                  | 0 - 0     | Cafessa           | Unidad Deportiva Gómez Palacio       | 19 de agosto | 16:00     | 200          | 3          | 0         |           |           |           |
| U de G B               | 0 - 0     | Constructores     | Centro de Espectáculos Ameca         | 19 de agosto | 17:00     | 100          | 0          | 0         |           |           |           |
| Inter de San Miguel    | 4 - 1     | Atlético Saltillo | José María "Capi" Correa             | 19 de agosto | 17:00     | 800          | 7          | 1         |           |           |           |
| Mineros de Zacatecas B | 2 - 0     | Sahuayo           | La Alberca                           | 19 de agosto | 19:00     | 1 500        | 3          | 1         |           |           |           |
| Celaya B               | 1 - 2     | UAZ               | Miguel Alemán Valdés                 | 20 de agosto | 12:00     | 200          | 5          | 1         |           |           |           |
| Grupo B                |           |                   |                                      |              |           |              |            |           |           |           |           |
| Local                  | Resultado | Visitante         | Estadio                              | Fecha        | Hora      | Espectadores | Amonestado | Expulsado |           |           |           |
| Cuatetes               | 0 - 3     | Chapulineros      | Unidad Deportiva Acapulco            | 18 de agosto | 17:00     | 300          | 4          | 1         |           |           |           |
| Deportivo Chimalhuacán | 2 - 0     | Isleños F.C.      | Deportivo La Laguna                  | 18 de agosto | 19:00     | 300          | 6          | 0         |           |           |           |
| Ocelotes UNACH         | 7 - 0     | Ciervos F. C.     | Municipal San Cristóbal de las Casas | 18 de agosto | 20:00     | 700          | 2          | 1         |           |           |           |
| Tecamachalco           | 2 - 2     | Cuautla           | Alberto Pérez Navarro                | 19 de agosto | 16:00     | 75           | 7          | 0         |           |           |           |
| Tlaxcala               | 2 - 0     | Gladiadores       | Tlahuicole                           | 19 de agosto | 18:00     | 3 000        | 0          | 0         |           |           |           |
| Satélites              | 2 - 4     | Orizaba           | Javier Rojo Gómez                    | 20 de agosto | 12:00     | 250          | 2          | 0         |           |           |           |
| Yalmakan               | 4 - 1     | Zitácuaro         | Pescadores                           | 20 de agosto | 16:00     | 300          | 2          | 0         |           |           |           |

| Jornada 3              | Jornada 3 | Jornada 3              | Jornada 3                            | Jornada 3    | Jornada 3 | Jornada 3    | Jornada 3  | Jornada 3 | Jornada 3 | Jornada 3 | Jornada 3 |
| Local                  | Resultado | Visitante              | Estadio                              | Fecha        | Hora      | Espectadores | Amonestado | Expulsado |           |           |           |
| Grupo A                | Grupo A   | Grupo A                | Grupo A                              | Grupo A      | Grupo A   | Grupo A      | Grupo A    | Grupo A   | Grupo A   | Grupo A   |           |
| ---------------------- | --------- | ---------------------- | ------------------------------------ | ------------ | --------- | ------------ | ---------- | --------- | --------- | --------- | --------- |
| Atlético Saltillo      | 3 - 2     | Cafessa                | Francisco I. Madero                  | 25 de agosto | 19:00     | 500          | 1          | 0         |           |           |           |
| Correcaminos "B"       | 2 - 2     | Calor                  | Marte R. Gómez                       | 26 de agosto | 10:00     | 150          | 2          | 0         |           |           |           |
| Constructores          | 2 - 0     | Mineros de Zacatecas B | Unidad Deportiva Gómez Palacio       | 26 de agosto | 16:00     | 100          | 5          | 0         |           |           |           |
| UAZ                    | 1 - 1     | Dorados B              | Francisco Villa                      | 26 de agosto | 16:00     | 100          | 3          | 0         |           |           |           |
| Sahuayo                | 2 - 1     | Celaya B               | Unidad Deportiva Municipal           | 26 de agosto | 17:00     | 800          | 3          | 0         |           |           |           |
| Inter de San Miguel    | 0 - 2     | U de G B               | José María "Capi" Correa             | 26 de agosto | 17:00     | 850          | 1          | 0         |           |           |           |
| Fresnillo              | 1 - 0     | Cimarrones B           | Unidad Deportiva Minera Fresnillo    | 26 de agosto | 19:00     | 100          | 4          | 2         |           |           |           |
| Grupo B                |           |                        |                                      |              |           |              |            |           |           |           |           |
| Local                  | Resultado | Visitante              | Estadio                              | Fecha        | Hora      | Espectadores | Amonestado | Expulsado |           |           |           |
| Gladiadores            | 3 - 0     | Cuatetes               | Los Pinos                            | 25 de agosto | 10:00     | 100          | 0          | 0         |           |           |           |
| Deportivo Chimalhuacán | 2 - 1     | Tecamachalco           | La Laguna                            | 25 de agosto | 16:00     | 300          | 3          | 0         |           |           |           |
| Chapulineros           | 4 - 0     | Satélites              | Tecnológico de Oaxaca                | 25 de agosto | 18:00     | 200          | 3          | 0         |           |           |           |
| Ocelotes UNACH         | 1 - 1     | Tlaxcala               | Municipal San Cristóbal de las Casas | 25 de agosto | 20:00     | 500          | 2          | 0         |           |           |           |
| Orizaba                | 3 - 0     | Isleños F.C.           | Socum                                | 26 de agosto | 12:00     | 1 300        | 1          | 0         |           |           |           |
| Cuautla                | 1 - 0     | Yalmakan               | Isidro Gil Tapia                     | 26 de agosto | 16:00     | 300          | 3          | 0         |           |           |           |
| Ciervos F. C.          | 1 - 2     | Zitácuaro              | Arreola                              | 26 de agosto | 16:00     | 300          | 5          | 0         |           |           |           |

| Jornada 4              | Jornada 4                                                                                               | Jornada 4              | Jornada 4                      | Jornada 4       | Jornada 4 | Jornada 4    | Jornada 4  | Jornada 4 | Jornada 4 | Jornada 4 | Jornada 4 |
| Local                  | Resultado                                                                                               | Visitante              | Estadio                        | Fecha           | Hora      | Espectadores | Amonestado | Expulsado |           |           |           |
| Grupo A                | Grupo A                                                                                                 | Grupo A                | Grupo A                        | Grupo A         | Grupo A   | Grupo A      | Grupo A    | Grupo A   | Grupo A   | Grupo A   |           |
| ---------------------- | --- | ---------------------- | ------------------------------ | --------------- | --------- | ------------ | ---------- | --------- | --------- | --------- | --------- |
| Cafessa                | 1 - 2                                                                                                   | Correcaminos "B"       | Unidad Deportiva Mariano Otero | 1 de septiembre | 20:00     | 250          | 2          | 0         |           |           |           |
| Dorados B              | 2 - 1                                                                                                   | Sahuayo                | Juventud                       | 2 de septiembre | 10:00     | 100          | 2          | 0         |           |           |           |
| Cimarrones B           | 2 - 3 (enlace roto disponible en Internet Archive; véase el historial, la primera versión y la última). | UAZ                    | Miguel Castro Servín           | 2 de septiembre | 10:00     | 100          | 4          | 0         |           |           |           |
| Calor                  | 0 - 0                                                                                                   | Fresnillo              | Unidad Deportiva Gómez Palacio | 2 de septiembre | 16:00     | 100          | 3          | 0         |           |           |           |
| U de G B               | 0 - 1                                                                                                   | Atlético Saltillo      | Centro de Espectáculos Ameca   | 2 de septiembre | 17:00     | 200          | 0          | 0         |           |           |           |
| Mineros de Zacatecas B | 3 - 1                                                                                                   | Inter de San Miguel    | La Alberca                     | 2 de septiembre | 19:00     | 1 500        | 6          | 0         |           |           |           |
| Celaya B               | 1 - 2                                                                                                   | Constructores          | Miguel Alemán Valdés           | 3 de septiembre | 12:00     | 100          | 3          | 0         |           |           |           |
| Grupo B                | |                        |                                |                 |           |              |            |           |           |           |           |
| Local                  | Resultado                                                                                               | Visitante              | Estadio                        | Fecha           | Hora      | Espectadores | Amonestado | Expulsado |           |           |           |
| Cuatetes               | 1 - 0                                                                                                   | Ocelotes UNACH         | Unidad Deportiva Acapulco      | 1 de septiembre | 17:00     | 200          | 2          | 0         |           |           |           |
| Zitácuaro              | 2 - 1                                                                                                   | Cuautla                | Ignacio López Rayón            | 4 de septiembre | 17:00     | 500          | 4          | 0         |           |           |           |
| Tecamachalco           | 0 - 2                                                                                                   | Orizaba                | Alberto Pérez Navarro          | 2 de septiembre | 16:00     | 200          | 3          | 0         |           |           |           |
| Tlaxcala               | 4 - 0                                                                                                   | Ciervos F. C.          | Tlahuicole                     | 2 de septiembre | 18:00     | 500          | 1          | 0         |           |           |           |
| Chapulineros           | 5 - 0                                                                                                   | Isleños F.C.           | Tecnológico de Oaxaca          | 3 de octubre    | 18:00     | 100          | 1          | 1         |           |           |           |
| Satélites              | 0 - 1                                                                                                   | Gladiadores            | Javier Rojo Gómez              | 3 de septiembre | 12:00     | 200          | 2          | 0         |           |           |           |
| Yalmakan               | 1 - 1                                                                                                   | Deportivo Chimalhuacán | Pescadores                     | 3 de septiembre | 16:00     | 200          | 5          | 0         |           |           |           |

| Jornada 5              | Jornada 5 | Jornada 5              | Jornada 5                            | Jornada 5       | Jornada 5 | Jornada 5    | Jornada 5  | Jornada 5 | Jornada 5 | Jornada 5 | Jornada 5 |
| Local                  | Resultado | Visitante              | Estadio                              | Fecha           | Hora      | Espectadores | Amonestado | Expulsado |           |           |           |
| Grupo A                | Grupo A   | Grupo A                | Grupo A                              | Grupo A         | Grupo A   | Grupo A      | Grupo A    | Grupo A   | Grupo A   | Grupo A   |           |
| ---------------------- | --------- | ---------------------- | ------------------------------------ | --------------- | --------- | ------------ | ---------- | --------- | --------- | --------- | --------- |
| Atlético Saltillo      | 1 - 1     | Correcaminos "B"       | Francisco I. Madero                  | 8 de septiembre | 19:00     | 500          | 3          | 0         |           |           |           |
| UAZ                    | 1 - 1     | Calor                  | Francisco Villa                      | 9 de septiembre | 16:00     | 200          | 0          | 0         |           |           |           |
| Constructores          | 1 - 1     | Dorados B              | Unidad Deportiva Gómez Palacio       | 9 de septiembre | 16:00     | 100          | 4          | 0         |           |           |           |
| U de G B               | 0 - 1     | Mineros de Zacatecas B | Centro de Espectáculos Ameca         | 9 de septiembre | 17:00     | 232          | 8          | 0         |           |           |           |
| Inter de San Miguel    | 1 - 1     | Celaya B               | José María "Capi" Correa             | 9 de septiembre | 17:00     | 800          | 3          | 0         |           |           |           |
| Sahuayo                | 5 - 0     | Cimarrones B           | Unidad Deportiva Municipal           | 9 de septiembre | 17:00     | 450          | 3          | 1         |           |           |           |
| Fresnillo              | 3 - 1     | Cafessa                | Unidad Deportiva Minera Fresnillo    | 9 de septiembre | 19:00     | 300          | 2          | 0         |           |           |           |
| Grupo B                |           |                        |                                      |                 |           |              |            |           |           |           |           |
| Local                  | Resultado | Visitante              | Estadio                              | Fecha           | Hora      | Espectadores | Amonestado | Expulsado |           |           |           |
| Gladiadores            | 0 - 1     | Isleños F.C.           | Los Pinos                            | 8 de septiembre | 10:00     | 100          | 3          | 0         |           |           |           |
| Deportivo Chimalhuacán | 1 - 0     | Zitácuaro              | La Laguna                            | 8 de septiembre | 16:00     | 200          | 4          | 0         |           |           |           |
| Chapulineros           | 5 - 1     | Tecamachalco           | Tecnológico de Oaxaca                | 8 de septiembre | 18:00     | 300          | 0          | 0         |           |           |           |
| Ocelotes UNACH         | 1 - 1     | Satélites              | Municipal San Cristóbal de las Casas | 8 de septiembre | 20:00     | 300          | 1          | 0         |           |           |           |
| Orizaba                | 5 - 1     | Yalmakan               | Socum                                | 9 de septiembre | 12:00     | 1 200        | 4          | 0         |           |           |           |
| Ciervos F. C.          | 1 - 1     | Cuautla                | Arreola                              | 9 de septiembre | 16:00     | 250          | 2          | 0         |           |           |           |
| Tlaxcala               | 8 - 0     | Cuatetes               | Tlahuicole                           | 9 de septiembre | 18:00     | 2 000        | 2          | 0         |           |           |           |

| Jornada 6              | Jornada 6 | Jornada 6              | Jornada 6                      | Jornada 6        | Jornada 6 | Jornada 6    | Jornada 6  | Jornada 6 | Jornada 6 | Jornada 6 | Jornada 6 |
| Local                  | Resultado | Visitante              | Estadio                        | Fecha            | Hora      | Espectadores | Amonestado | Expulsado |           |           |           |
| Grupo A                | Grupo A   | Grupo A                | Grupo A                        | Grupo A          | Grupo A   | Grupo A      | Grupo A    | Grupo A   | Grupo A   | Grupo A   |           |
| ---------------------- | --------- | ---------------------- | ------------------------------ | ---------------- | --------- | ------------ | ---------- | --------- | --------- | --------- | --------- |
| Cafessa                | 1 - 2     | UAZ                    | Unidad Deportiva Mariano Otero | 15 de septiembre | 20:00     | 150          | 7          | 0         |           |           |           |
| Dorados B              | 3 - 1     | Inter de San Miguel    | Juventud                       | 16 de septiembre | 10:00     | 200          | 5          | 0         |           |           |           |
| Cimarrones B           | 1 - 1     | Constructores          | Miguel Castro Servín           | 16 de septiembre | 10:00     | 100          | 0          | 0         |           |           |           |
| Correcaminos "B"       | 5 - 1     | Fresnillo              | Marte R. Gómez                 | 16 de septiembre | 10:00     | 150          | 2          | 1         |           |           |           |
| Calor                  | 4 - 1     | Sahuayo                | Unidad Deportiva Gómez Palacio | 16 de septiembre | 16:00     | 70           | 2          | 0         |           |           |           |
| Mineros de Zacatecas B | 2 - 0     | Atlético Saltillo      | La Alberca                     | 16 de septiembre | 19:00     | 800          | 0          | 1         |           |           |           |
| Celaya B               | 1 - 2     | U de G B               | Miguel Alemán Valdés           | 17 de septiembre | 12:00     | 100          | 2          | 0         |           |           |           |
| Grupo B                |           |                        |                                |                  |           |              |            |           |           |           |           |
| Local                  | Resultado | Visitante              | Estadio                        | Fecha            | Hora      | Espectadores | Amonestado | Expulsado |           |           |           |
| Zitácuaro              | 1 - 1     | Orizaba                | Ignacio López Rayón            | 16 de septiembre | 16:00     | 400          | 1          | 0         |           |           |           |
| Tecamachalco           | 0 - 1     | Gladiadores            | Alberto Pérez Navarro          | 16 de septiembre | 16:00     | 300          | 4          | 0         |           |           |           |
| Cuautla                | 2 - 1     | Deportivo Chimalhuacán | Isidro Gil Tapia               | 16 de septiembre | 16:00     | 300          | 4          | 1         |           |           |           |
| Isleños F.C.           | 0 - 3     | Ocelotes UNACH         | Olímpico de Villahermosa       | 16 de septiembre | 17:00     | 200          | 2          | 0         |           |           |           |
| Satélites              | 1 - 6     | Tlaxcala               | Javier Rojo Gómez              | 17 de septiembre | 12:00     | 150          | 3          | 0         |           |           |           |
| Yalmakan               | 3 - 0     | Chapulineros           | Pescadores                     | 17 de septiembre | 16:00     | 400          | 3          | 0         |           |           |           |
| Cuatetes               | 1 - 0     | Ciervos F. C.          | Unidad Deportiva Acapulco      | 26 de septiembre | 17:00     | 100          | 2          | 1         |           |           |           |

| Jornada 7              | Jornada 7 | Jornada 7              | Jornada 7                            | Jornada 7     | Jornada 7 | Jornada 7    | Jornada 7  | Jornada 7 | Jornada 7 | Jornada 7 | Jornada 7 |
| Local                  | Resultado | Visitante              | Estadio                              | Fecha         | Hora      | Espectadores | Amonestado | Expulsado |           |           |           |
| Grupo A                | Grupo A   | Grupo A                | Grupo A                              | Grupo A       | Grupo A   | Grupo A      | Grupo A    | Grupo A   | Grupo A   | Grupo A   |           |
| ---------------------- | --------- | ---------------------- | ------------------------------------ | ------------- | --------- | ------------ | ---------- | --------- | --------- | --------- | --------- |
| U de G B               | 0 - 1     | Dorados B              | La Primavera U de G                  | 18 de octubre | 12:00     | 50           | 2          | 0         |           |           |           |
| UAZ                    | 1 - 0     | Correcaminos "B"       | Francisco Villa                      | 18 de octubre | 16:00     | 100          | 4          | 0         |           |           |           |
| Inter de San Miguel    | 4 - 1     | Cimarrones B           | José María "Capi" Correa             | 18 de octubre | 16:00     | 250          | 1          | 1         |           |           |           |
| Constructores          | 1 - 1     | Calor                  | Unidad Deportiva Gómez Palacio       | 18 de octubre | 17:00     | 400          | 3          | 0         |           |           |           |
| Sahuayo                | 2 - 0     | Cafessa                | Unidad Deportiva Municipal           | 18 de octubre | 18:00     | 350          | 4          | 0         |           |           |           |
| Mineros de Zacatecas B | 1 - 0     | Celaya B               | La Alberca                           | 18 de octubre | 19:00     | 500          | 4          | 0         |           |           |           |
| Atlético Saltillo      | 1 - 0     | Fresnillo              | Francisco I. Madero                  | 18 de octubre | 20:00     | 600          | 3          | 0         |           |           |           |
| Grupo B                |           |                        |                                      |               |           |              |            |           |           |           |           |
| Local                  | Resultado | Visitante              | Estadio                              | Fecha         | Hora      | Espectadores | Amonestado | Expulsado |           |           |           |
| Gladiadores            | 1 - 0     | Yalmakan               | Los Pinos                            | 18 de octubre | 10:00     | 100          | 0          | 0         |           |           |           |
| Ciervos F. C.          | 0 - 4     | Deportivo Chimalhuacán | Arreola                              | 18 de octubre | 11:00     | 200          | 1          | 1         |           |           |           |
| Orizaba                | 0 - 1     | Cuautla                | Socum                                | 18 de octubre | 12:00     | 1 500        | 4          | 1         |           |           |           |
| Chapulineros           | 4 - 0     | Zitácuaro              | Tecnológico de Oaxaca                | 18 de octubre | 18:00     | 250          | 1          | 1         |           |           |           |
| Tlaxcala               | 7 - 0     | Isleños F.C.           | Tlahuicole                           | 18 de octubre | 19:30     | 300          | 2          | 0         |           |           |           |
| Ocelotes UNACH         | 3 - 1     | Tecamachalco           | Municipal San Cristóbal de las Casas | 18 de octubre | 20:00     | 500          | 0          | 0         |           |           |           |
| Cuatetes               | 1 - 1     | Satélites              | Unidad Deportiva Acapulco            | 19 de octubre | 17:00     | 100          | 5          | 2         |           |           |           |

| Jornada 8              | Jornada 8 | Jornada 8              | Jornada 8                         | Jornada 8        | Jornada 8 | Jornada 8    | Jornada 8  | Jornada 8 | Jornada 8 | Jornada 8 | Jornada 8 |
| Local                  | Resultado | Visitante              | Estadio                           | Fecha            | Hora      | Espectadores | Amonestado | Expulsado |           |           |           |
| Grupo A                | Grupo A   | Grupo A                | Grupo A                           | Grupo A          | Grupo A   | Grupo A      | Grupo A    | Grupo A   | Grupo A   | Grupo A   |           |
| ---------------------- | --------- | ---------------------- | --------------------------------- | ---------------- | --------- | ------------ | ---------- | --------- | --------- | --------- | --------- |
| Cafessa                | 3 - 2     | Constructores          | Unidad Deportiva Mariano Otero    | 29 de septiembre | 20:00     | 200          | 6          | 0         |           |           |           |
| Dorados B              | 1 - 2     | Mineros de Zacatecas B | Juventud                          | 30 de septiembre | 10:00     | 200          | 1          | 0         |           |           |           |
| Cimarrones B           | 1 - 3     | U de G B               | Miguel Castro Servín              | 30 de septiembre | 10:00     | 50           | 3          | 0         |           |           |           |
| Correcaminos "B"       | 2 - 2     | Sahuayo                | Marte R. Gómez                    | 29 de septiembre | 10:00     | 159          | 5          | 1         |           |           |           |
| Calor                  | 0 - 2     | Inter de San Miguel    | Unidad Deportiva Gómez Palacio    | 30 de septiembre | 16:00     | 50           | 4          | 0         |           |           |           |
| Fresnillo              | 1 - 1     | UAZ                    | Unidad Deportiva Minera Fresnillo | 30 de septiembre | 19:00     | 200          | 5          | 0         |           |           |           |
| Celaya B               | 2 - 0     | Atlético Saltillo      | Miguel Alemán Valdés              | 1 de octubre     | 12:00     | 150          | 4          | 0         |           |           |           |
| Grupo B                |           |                        |                                   |                  |           |              |            |           |           |           |           |
| Local                  | Resultado | Visitante              | Estadio                           | Fecha            | Hora      | Espectadores | Amonestado | Expulsado |           |           |           |
| Deportivo Chimalhuacán | 0 - 0     | Orizaba                | La Laguna                         | 29 de septiembre | 16:00     | 200          | 7          | 0         |           |           |           |
| Zitácuaro              | 1 - 0     | Gladiadores            | Ignacio López Rayón               | 30 de septiembre | 16:00     | 200          | 2          | 0         |           |           |           |
| Tecamachalco           | 0 - 3     | Tlaxcala               | Alberto Pérez Navarro             | 30 de septiembre | 16:00     | 50           | 2          | 0         |           |           |           |
| Cuautla                | 1 - 2     | Chapulineros           | Isidro Gil Tapia                  | 30 de septiembre | 16:00     | 200          | 3          | 1         |           |           |           |
| Isleños F.C.           | 2 - 1     | Cuatetes               | Olímpico de Villahermosa          | 30 de septiembre | 17:00     | 150          | 5          | 3         |           |           |           |
| Satélites              | 2 - 3     | Ciervos F. C.          | Javier Rojo Gómez                 | 1 de octubre     | 12:00     | 50           | 6          | 0         |           |           |           |
| Yalmakan               | 2 - 1     | Ocelotes UNACH         | Pescadores                        | 1 de octubre     | 16:00     | 200          | 2          | 0         |           |           |           |

| Jornada 9              | Jornada 9 | Jornada 9              | Jornada 9                            | Jornada 9    | Jornada 9 | Jornada 9    | Jornada 9  | Jornada 9 | Jornada 9 | Jornada 9 | Jornada 9 |
| Local                  | Resultado | Visitante              | Estadio                              | Fecha        | Hora      | Espectadores | Amonestado | Expulsado |           |           |           |
| Grupo A                | Grupo A   | Grupo A                | Grupo A                              | Grupo A      | Grupo A   | Grupo A      | Grupo A    | Grupo A   | Grupo A   | Grupo A   |           |
| ---------------------- | --------- | ---------------------- | ------------------------------------ | ------------ | --------- | ------------ | ---------- | --------- | --------- | --------- | --------- |
| Atlético Saltillo      | 5 - 1     | UAZ                    | Francisco I. Madero                  | 6 de octubre | 19:00     | 1 300        | 4          | 0         |           |           |           |
| Constructores          | 1 - 2     | Correcaminos "B"       | Unidad Deportiva Gómez Palacio       | 7 de octubre | 16:00     | 100          | 6          | 0         |           |           |           |
| U de G B               | 1 - 0     | Calor                  | Centro de Espectáculos Ameca         | 7 de octubre | 17:00     | 50           | 1          | 0         |           |           |           |
| Inter de San Miguel    | 2 - 2     | Cafessa                | José María "Capi" Correa             | 7 de octubre | 17:00     | 300          | 2          | 4         |           |           |           |
| Sahuayo                | 2 - 0     | Fresnillo              | Unidad Deportiva Municipal           | 7 de octubre | 17:00     | 1 000        | 0          | 0         |           |           |           |
| Mineros de Zacatecas B | 6 - 1     | Cimarrones B           | La Alberca                           | 7 de octubre | 19:00     | 700          | 1          | 1         |           |           |           |
| Celaya B               | 0 - 0     | Dorados B              | Miguel Alemán Valdés                 | 8 de octubre | 12:00     | 300          | 0          | 0         |           |           |           |
| Grupo B                |           |                        |                                      |              |           |              |            |           |           |           |           |
| Local                  | Resultado | Visitante              | Estadio                              | Fecha        | Hora      | Espectadores | Amonestado | Expulsado |           |           |           |
| Gladiadores            | 2 - 2     | Cuautla                | Los Pinos                            | 6 de octubre | 10:00     | 100          | 0          | 0         |           |           |           |
| Cuatetes               | 2 - 3     | Tecamachalco           | Unidad Deportiva Acapulco            | 6 de octubre | 17:00     | 100          | 0          | 0         |           |           |           |
| Chapulineros           | 0 - 0     | Deportivo Chimalhuacán | Tecnológico de Oaxaca                | 6 de octubre | 18:00     | 500          | 2          | 0         |           |           |           |
| Ocelotes UNACH         | 1 - 2     | Zitácuaro              | Municipal San Cristóbal de las Casas | 6 de octubre | 20:00     | 300          | 4          | 0         |           |           |           |
| Ciervos F. C.          | 0 - 3     | Orizaba                | Arreola                              | 7 de octubre | 16:00     | 100          | 0          | 0         |           |           |           |
| Tlaxcala               | 0 - 1     | Yalmakan               | Tlahuicole                           | 9 de octubre | 18:00     | 2 500        | 3          | 1         |           |           |           |
| Satélites              | 2 - 0     | Isleños F.C.           | Javier Rojo Gómez                    | 8 de octubre | 12:00     | 200          | 2          | 0         |           |           |           |

| Jornada 10             | Jornada 10 | Jornada 10             | Jornada 10                        | Jornada 10    | Jornada 10 | Jornada 10   | Jornada 10 | Jornada 10 | Jornada 10 | Jornada 10 | Jornada 10 |
| Local                  | Resultado  | Visitante              | Estadio                           | Fecha         | Hora       | Espectadores | Amonestado | Expulsado  |            |            |            |
| Grupo A                | Grupo A    | Grupo A                | Grupo A                           | Grupo A       | Grupo A    | Grupo A      | Grupo A    | Grupo A    | Grupo A    | Grupo A    |            |
| ---------------------- | ---------- | ---------------------- | --------------------------------- | ------------- | ---------- | ------------ | ---------- | ---------- | ---------- | ---------- | ---------- |
| Cafessa                | 0 - 0      | U de G B               | Unidad Deportiva Mariano Otero    | 13 de octubre | 20:00      | 150          | 0          | 0          |            |            |            |
| Dorados B              | 4 - 1      | Atlético Saltillo      | Juventud                          | 14 de octubre | 10:00      | 100          | 0          | 0          |            |            |            |
| Cimarrones B           | 1 - 3      | Celaya B               | Miguel Castro Servín              | 14 de octubre | 10:00      | 100          | 4          | 0          |            |            |            |
| Correcaminos "B"       | 2 - 1      | Inter de San Miguel    | Marte R. Gómez                    | 13 de octubre | 10:00      | 100          | 4          | 0          |            |            |            |
| Calor                  | 0 - 1      | Mineros de Zacatecas B | Unidad Deportiva Gómez Palacio    | 13 de octubre | 16:00      | 50           | 5          | 0          |            |            |            |
| UAZ                    | 3 - 0      | Sahuayo                | Francisco Villa                   | 18 de octubre |            |              |            |            |            |            |            |
| Fresnillo              | 2 - 1      | Constructores          | Unidad Deportiva Minera Fresnillo | 14 de octubre | 19:00      | 1 000        | 0          | 0          |            |            |            |
| Grupo B                |            |                        |                                   |               |            |              |            |            |            |            |            |
| Local                  | Resultado  | Visitante              | Estadio                           | Fecha         | Hora       | Espectadores | Amonestado | Expulsado  |            |            |            |
| Deportivo Chimalhuacán | 0 - 1      | Gladiadores            | La Laguna                         | 13 de octubre | 16:00      | 200          | 4          | 0          |            |            |            |
| Orizaba                | 1 - 0      | Chapulineros           | Socum                             | 14 de octubre | 12:00      | 1 300        | 3          | 1          |            |            |            |
| Zitácuaro              | 0 - 3      | Tlaxcala               | Ignacio López Rayón               | 14 de octubre | 16:00      | 200          | 1          | 0          |            |            |            |
| Tecamachalco           | 4 - 1      | Satélites              | Alberto Pérez Navarro             | 14 de octubre | 16:00      | 100          | 3          | 1          |            |            |            |
| Cuautla                | 1 - 2      | Ocelotes UNACH         | Isidro Gil Tapia                  | 14 de octubre | 16:00      | 300          | 4          | 0          |            |            |            |
| Isleños F.C.           | 0 - 1      | Ciervos F. C.          | Olímpico de Villahermosa          | 14 de octubre | 17:00      | 300          | 3          | 0          |            |            |            |
| Yalmakan               | 3 - 0      | Cuatetes               | Pescadores                        | 18 de octubre |            |              |            |            |            |            |            |

| Jornada 11             | Jornada 11 | Jornada 11             | Jornada 11                           | Jornada 11    | Jornada 11 | Jornada 11   | Jornada 11 | Jornada 11 | Jornada 11 | Jornada 11 | Jornada 11 |
| Local                  | Resultado  | Visitante              | Estadio                              | Fecha         | Hora       | Espectadores | Amonestado | Expulsado  |            |            |            |
| Grupo A                | Grupo A    | Grupo A                | Grupo A                              | Grupo A       | Grupo A    | Grupo A      | Grupo A    | Grupo A    | Grupo A    | Grupo A    |            |
| ---------------------- | ---------- | ---------------------- | ------------------------------------ | ------------- | ---------- | ------------ | ---------- | ---------- | ---------- | ---------- | ---------- |
| Dorados B              | 4 - 0      | Cimarrones B           | Juventud                             | 21 de octubre | 10:00      | 150          | 1          | 0          |            |            |            |
| Constructores          | 0 - 1      | UAZ                    | Unidad Deportiva Gómez Palacio       | 21 de octubre | 16:00      | 100          | 3          | 1          |            |            |            |
| U de G B               | 2 - 1      | Correcaminos "B"       | Centro de Espectáculos Ameca         | 21 de octubre | 17:00      | 50           | 3          | 0          |            |            |            |
| Mineros de Zacatecas B | 3 - 1      | Cafessa                | La Alberca                           | 21 de octubre | 19:00      | 400          | 5          | 1          |            |            |            |
| Celaya B               | 2 - 1      | Calor                  | Miguel Alemán Valdés                 | 22 de octubre | 12:00      | 150          | 1          | 0          |            |            |            |
| Atlético Saltillo      | 2 - 0      | Sahuayo                | Francisco I. Madero                  | 22 de octubre | 18:00      | 2 000        | 3          | 1          |            |            |            |
| Inter de San Miguel    | 2 - 0      | Fresnillo              | José María "Capi" Correa             | 23 de octubre | 17:00      | 1 000        | 1          | 2          |            |            |            |
| Grupo B                |            |                        |                                      |               |            |              |            |            |            |            |            |
| Local                  | Resultado  | Visitante              | Estadio                              | Fecha         | Hora       | Espectadores | Amonestado | Expulsado  |            |            |            |
| Gladiadores            | 0 - 2      | Orizaba                | Los Pinos                            | 21 de octubre | 10:00      | 150          | 4          | 1          |            |            |            |
| Ciervos F. C.          | 1 - 2      | Chapulineros           | Arreola                              | 21 de octubre | 16:00      | 200          | 1          | 1          |            |            |            |
| Isleños F.C.           | 1 - 6      | Tecamachalco           | Olímpico de Villahermosa             | 21 de octubre | 17:00      | 500          | 0          | 0          |            |            |            |
| Tlaxcala               | 1 - 0      | Cuautla                | Tlahuicole                           | 21 de octubre | 18:00      | 1 000        | 5          | 0          |            |            |            |
| Ocelotes UNACH         | 0 - 1      | Deportivo Chimalhuacán | Municipal San Cristóbal de las Casas | 21 de octubre | 18:00      | 300          | 4          | 1          |            |            |            |
| Satélites              | 0 - 3      | Yalmakan               | Javier Rojo Gómez                    | 22 de octubre | 12:00      | 100          | 0          | 0          |            |            |            |
| Cuatetes               | 2 - 3      | Zitácuaro              | Unidad Deportiva Acapulco            | 22 de octubre | 17:00      | 100          | 2          | 2          |            |            |            |

| Jornada 12             | Jornada 12 | Jornada 12             | Jornada 12                        | Jornada 12    | Jornada 12 | Jornada 12   | Jornada 12 | Jornada 12 | Jornada 12 | Jornada 12 | Jornada 12 |
| Local                  | Resultado  | Visitante              | Estadio                           | Fecha         | Hora       | Espectadores | Amonestado | Expulsado  |            |            |            |
| Grupo A                | Grupo A    | Grupo A                | Grupo A                           | Grupo A       | Grupo A    | Grupo A      | Grupo A    | Grupo A    | Grupo A    | Grupo A    |            |
| ---------------------- | ---------- | ---------------------- | --------------------------------- | ------------- | ---------- | ------------ | ---------- | ---------- | ---------- | ---------- | ---------- |
| Atlético Saltillo      | 3 - 1      | Cimarrones B           | Francisco I. Madero               | 27 de octubre | 19:00      | 850          | 3          | 2          |            |            |            |
| Cafessa                | 1 - 1      | Celaya B               | Unidad Deportiva Mariano Otero    | 27 de octubre | 20:00      | 200          | 6          | 0          |            |            |            |
| Correcaminos "B"       | 1 - 0      | Mineros de Zacatecas B | Marte R. Gómez                    | 27 de octubre | 10:00      | 200          | 2          | 0          |            |            |            |
| Calor                  | 1 - 0      | Dorados B              | Unidad Deportiva Gómez Palacio    | 28 de octubre | 16:00      | 100          | 3          | 0          |            |            |            |
| UAZ                    | 1 - 1      | Inter de San Miguel    | Francisco Villa                   | 28 de octubre | 16:00      | 100          | 3          | 3          |            |            |            |
| Sahuayo                | 0 - 0      | Constructores          | Unidad Deportiva Municipal        | 28 de octubre | 17:00      | 200          | 3          | 1          |            |            |            |
| Fresnillo              | 1 - 0      | U de G B               | Unidad Deportiva Minera Fresnillo | 28 de octubre | 19:00      | 100          | 2          | 0          |            |            |            |
| Grupo B                |            |                        |                                   |               |            |              |            |            |            |            |            |
| Local                  | Resultado  | Visitante              | Estadio                           | Fecha         | Hora       | Espectadores | Amonestado | Expulsado  |            |            |            |
| Deportivo Chimalhuacán | 0 - 0      | Tlaxcala               | La Laguna                         | 27 de octubre | 16:00      | 100          | 5          | 0          |            |            |            |
| Chapulineros           | 1 - 1      | Gladiadores            | Tecnológico de Oaxaca             | 27 de octubre | 18:00      | 400          | 1          | 1          |            |            |            |
| Orizaba                | 2 - 0      | Ocelotes UNACH         | Socum                             | 28 de octubre | 12:00      | 750          | 1          | 0          |            |            |            |
| Zitácuaro              | 1 - 1      | Satélites              | Ignacio López Rayón               | 28 de octubre | 16:00      | 250          | 2          | 0          |            |            |            |
| Ciervos F. C.          | 3 - 2      | Tecamachalco           | Arreola                           | 28 de octubre | 16:00      | 300          | 7          | 0          |            |            |            |
| Cuautla                | 3 - 2      | Cuatetes               | Isidro Gil Tapia                  | 28 de octubre | 16:00      | 200          | 3          | 0          |            |            |            |
| Yalmakan               | 5 - 0      | Isleños F.C.           | Pescadores                        | 29 de octubre | 16:00      | 400          | 0          | 0          |            |            |            |

| Jornada 13             | Jornada 13 | Jornada 13             | Jornada 13                           | Jornada 13     | Jornada 13 | Jornada 13   | Jornada 13 | Jornada 13 | Jornada 13 | Jornada 13 | Jornada 13 |
| Local                  | Resultado  | Visitante              | Estadio                              | Fecha          | Hora       | Espectadores | Amonestado | Expulsado  |            |            |            |
| Grupo A                | Grupo A    | Grupo A                | Grupo A                              | Grupo A        | Grupo A    | Grupo A      | Grupo A    | Grupo A    | Grupo A    | Grupo A    |            |
| ---------------------- | ---------- | ---------------------- | ------------------------------------ | -------------- | ---------- | ------------ | ---------- | ---------- | ---------- | ---------- | ---------- |
| Dorados B              | 2 - 0      | Cafessa                | Juventud                             | 4 de noviembre | 10:00      | 100          | 1          | 0          |            |            |            |
| Cimarrones B           | 1 - 2      | Calor                  | Miguel Castro Servín                 | 4 de noviembre | 10:00      | 100          | 5          | 0          |            |            |            |
| Constructores          | 0 - 2      | Atlético Saltillo      | Unidad Deportiva Gómez Palacio       | 4 de noviembre | 16:00      | 200          | 3          | 0          |            |            |            |
| U de G B               | 2 - 0      | UAZ                    | Centro de Espectáculos Ameca         | 4 de noviembre | 17:00      | 50           | 2          | 0          |            |            |            |
| Inter de San Miguel    | 2 - 1      | Sahuayo                | José María "Capi" Correa             | 4 de noviembre | 17:00      | 400          | 5          | 0          |            |            |            |
| Mineros de Zacatecas B | 2 - 2      | Fresnillo              | La Alberca                           | 4 de noviembre | 19:00      | 300          | 3          | 0          |            |            |            |
| Celaya B               | 0 - 1      | Correcaminos "B"       | Miguel Alemán Valdés                 | 5 de noviembre | 12:00      | 100          | 0          | 0          |            |            |            |
| Grupo B                |            |                        |                                      |                |            |              |            |            |            |            |            |
| Local                  | Resultado  | Visitante              | Estadio                              | Fecha          | Hora       | Espectadores | Amonestado | Expulsado  |            |            |            |
| Gladiadores            | 0 - 0      | Ciervos F. C.          | Los Pinos                            | 3 de noviembre | 10:00      | 100          | 0          | 0          |            |            |            |
| Cuatetes               | 3 - 4      | Deportivo Chimalhuacán | Unidad Deportiva Acapulco            | 3 de noviembre | 17:00      | 100          | 7          | 0          |            |            |            |
| Ocelotes UNACH         | 1 - 0      | Chapulineros           | Municipal San Cristóbal de las Casas | 3 de noviembre | 20:00      | 500          | 4          | 0          |            |            |            |
| Tecamachalco           | 0 - 1      | Yalmakan               | Alberto Pérez Navarro                | 4 de noviembre | 16:00      | 200          | 3          | 0          |            |            |            |
| Isleños F.C.           | 1 - 1      | Zitácuaro              | Olímpico de Villahermosa             | 4 de noviembre | 17:00      | 100          | 3          | 1          |            |            |            |
| Tlaxcala               | 2 - 0      | Orizaba                | Tlahuicole                           | 4 de noviembre | 18:00      | 1 000        | 0          | 0          |            |            |            |
| Satélites              | 2 - 2      | Cuautla                | Javier Rojo Gómez                    | 5 de noviembre | 12:00      | 100          | 0          | 0          |            |            |            |

## Tabla General de Clasificación
| Pos. | Equipo                      | Pts. | PJ | G  | E | P  | GF | GC | Dif. | Clasificación       |
| ---- | --------------------------- | ---- | -- | -- | - | -- | -- | -- | ---- | ------------------- |
| 1    | Tlaxcala                    | 36   | 13 | 10 | 2 | 1  | 40 | 3  | +37  | Liguilla de ascenso |
| 2    | Orizaba                     | 33   | 13 | 9  | 2 | 2  | 27 | 9  | +18  | Liguilla de ascenso |
| 3    | Mineros de Zacatecas "B"    | 33   | 13 | 10 | 1 | 2  | 25 | 9  | +16  | Liguilla de ascenso |
| 4    | Yalmakan                    | 27   | 13 | 8  | 2 | 3  | 24 | 10 | +14  | Liguilla de ascenso |
| 5    | Deportivo Chimalhuacán      | 26   | 13 | 7  | 4 | 2  | 19 | 8  | +11  | Liguilla de ascenso |
| 6    | Correcaminos "B"            | 25   | 13 | 7  | 4 | 2  | 21 | 12 | +9   | Liguilla de ascenso |
| 7    | Chapulineros de Oaxaca      | 24   | 13 | 7  | 2 | 4  | 26 | 12 | +14  |                     |
| 8    | Dorados "B"                 | 24   | 13 | 7  | 3 | 3  | 22 | 10 | +12  | Liguilla de ascenso |
| 9    | Atlético Saltillo Soccer    | 24   | 13 | 7  | 2 | 4  | 20 | 17 | +3   | Liguilla de ascenso |
| 10   | Internacional de San Miguel | 23   | 13 | 6  | 3 | 4  | 23 | 18 | +5   |                     |
| 11   | U de G "B"                  | 23   | 13 | 6  | 3 | 4  | 12 | 7  | +5   |                     |
| 12   | Tuzos UAZ                   | 22   | 13 | 6  | 4 | 3  | 17 | 18 | −1   |                     |
| 13   | Deportivo Gladiadores       | 20   | 13 | 5  | 4 | 4  | 11 | 10 | +1   |                     |
| 14   | Ocelotes UNACH              | 19   | 13 | 5  | 3 | 5  | 21 | 13 | +8   |                     |
| 15   | Cuautla                     | 19   | 13 | 4  | 5 | 4  | 18 | 18 | 0    |                     |
| 16   | Zitácuaro                   | 18   | 13 | 5  | 3 | 5  | 14 | 22 | −8   |                     |
| 17   | Celaya "B"                  | 16   | 13 | 4  | 3 | 6  | 14 | 14 | 0    |                     |
| 18   | Club Calor                  | 16   | 13 | 3  | 6 | 4  | 12 | 12 | 0    |                     |
| 19   | Sahuayo F. C.               | 16   | 13 | 4  | 3 | 6  | 16 | 18 | −2   |                     |
| 20   | Tecamachalco                | 15   | 13 | 4  | 1 | 8  | 22 | 26 | −4   |                     |
| 21   | Fresnillo                   | 15   | 13 | 4  | 3 | 6  | 11 | 19 | −8   |                     |
| 22   | Ciervos F. C.               | 12   | 13 | 3  | 3 | 7  | 10 | 28 | −18  |                     |
| 23   | Constructores               | 11   | 13 | 2  | 5 | 6  | 12 | 16 | −4   |                     |
| 24   | Deportivo Cafessa           | 9    | 13 | 1  | 5 | 7  | 15 | 24 | −9   |                     |
| 25   | Isleños F.C.                | 8    | 13 | 2  | 2 | 9  | 6  | 37 | −31  |                     |
| 26   | F. C. Satélites             | 7    | 13 | 1  | 4 | 8  | 13 | 33 | −20  |                     |
| 27   | Cuatetes de Acapulco        | 7    | 13 | 2  | 1 | 10 | 15 | 37 | −22  |                     |
| 28   | Cimarrones "B"              | 3    | 13 | 0  | 3 | 10 | 12 | 38 | −26  |                     |

 Fuente: SoccerWay

## Tabla Clasificación Por Grupos

### Grupo 1
| Pos. | Equipo                      | Pts. | PJ | G  | E | P  | GF | GC | Dif. | Clasificación       |
| ---- | --------------------------- | ---- | -- | -- | - | -- | -- | -- | ---- | ------------------- |
| 1    | Mineros de Zacatecas "B"    | 33   | 13 | 10 | 1 | 2  | 25 | 9  | +16  | Liguilla de ascenso |
| 2    | Correcaminos "B"            | 25   | 13 | 7  | 4 | 2  | 21 | 12 | +9   | Liguilla de ascenso |
| 3    | Dorados "B"                 | 24   | 13 | 7  | 3 | 3  | 22 | 10 | +12  | Liguilla de ascenso |
| 4    | Atlético Saltillo Soccer    | 24   | 13 | 7  | 2 | 4  | 20 | 17 | +3   | Liguilla de ascenso |
| 5    | Internacional de San Miguel | 23   | 13 | 6  | 3 | 4  | 23 | 18 | +5   |                     |
| 6    | U de G "B"                  | 23   | 13 | 6  | 3 | 4  | 12 | 7  | +5   |                     |
| 7    | Tuzos UAZ                   | 22   | 13 | 6  | 4 | 3  | 17 | 18 | −1   |                     |
| 8    | Celaya "B"                  | 16   | 13 | 4  | 3 | 6  | 14 | 14 | 0    |                     |
| 9    | Club Calor                  | 16   | 13 | 3  | 6 | 4  | 12 | 12 | 0    |                     |
| 10   | Sahuayo F. C.               | 16   | 13 | 4  | 3 | 6  | 16 | 18 | −2   |                     |
| 11   | Fresnillo                   | 15   | 13 | 4  | 3 | 6  | 11 | 19 | −8   |                     |
| 12   | Constructores               | 11   | 13 | 2  | 5 | 6  | 12 | 16 | −4   |                     |
| 13   | Deportivo Cafessa           | 9    | 13 | 1  | 5 | 7  | 15 | 24 | −9   |                     |
| 14   | Cimarrones "B"              | 3    | 13 | 0  | 3 | 10 | 12 | 38 | −26  |                     |

 Fuente: SoccerWay

### Grupo 2
| Pos. | Equipo                 | Pts. | PJ | G  | E | P  | GF | GC | Dif. | Clasificación       |
| ---- | ---------------------- | ---- | -- | -- | - | -- | -- | -- | ---- | ------------------- |
| 1    | Tlaxcala               | 36   | 13 | 10 | 2 | 1  | 40 | 3  | +37  | Liguilla de ascenso |
| 2    | Orizaba                | 33   | 13 | 9  | 2 | 2  | 27 | 9  | +18  | Liguilla de ascenso |
| 3    | Yalmakan               | 27   | 13 | 8  | 2 | 3  | 24 | 10 | +14  | Liguilla de ascenso |
| 4    | Deportivo Chimalhuacán | 26   | 13 | 7  | 4 | 2  | 19 | 8  | +11  | Liguilla de ascenso |
| 5    | Chapulineros de Oaxaca | 24   | 13 | 7  | 2 | 4  | 26 | 12 | +14  |                     |
| 6    | Deportivo Gladiadores  | 20   | 13 | 5  | 4 | 4  | 11 | 10 | +1   |                     |
| 7    | Ocelotes UNACH         | 19   | 13 | 5  | 3 | 5  | 21 | 13 | +8   |                     |
| 8    | Cuautla                | 19   | 13 | 4  | 5 | 4  | 18 | 18 | 0    |                     |
| 9    | Zitácuaro              | 18   | 13 | 5  | 3 | 5  | 14 | 22 | −8   |                     |
| 10   | Tecamachalco           | 15   | 13 | 4  | 1 | 8  | 22 | 26 | −4   |                     |
| 11   | Ciervos F. C.          | 12   | 13 | 3  | 3 | 7  | 10 | 28 | −18  |                     |
| 12   | Isleños F.C.           | 8    | 13 | 2  | 2 | 9  | 6  | 37 | −31  |                     |
| 13   | F. C. Satélites        | 7    | 13 | 1  | 4 | 8  | 13 | 33 | −20  |                     |
| 14   | Cuatetes de Acapulco   | 7    | 13 | 2  | 1 | 10 | 15 | 37 | −22  |                     |

 Fuente: SoccerWay

## Tabla de Cocientes
- Datos según la página oficial.

| Posición | Equipo                      | Puntos | Juegos | Cociente |
| -------- | --------------------------- | ------ | ------ | -------- |
| 1        | Orizaba                     | 36     | 13     | 2.769    |
| 2        | Tlaxcala                    | 33     | 13     | 2.538    |
| 3        | Mineros de Zacatecas "B"    | 33     | 13     | 2.538    |
| 4        | Yalmakan                    | 27     | 13     | 2.077    |
| 5        | Deportivo Chimalhuacán      | 26     | 13     | 2.000    |
| 6        | Correcaminos "B"            | 25     | 13     | 1.923    |
| 7        | Chapulineros                | 24     | 13     | 1.846    |
| 8        | Dorados "B"                 | 24     | 13     | 1.846    |
| 9        | Atlético Saltillo           | 24     | 13     | 1.846    |
| 10       | Internacional de San Miguel | 23     | 13     | 1.769    |
| 11       | U de G "B"                  | 23     | 13     | 1.769    |
| 12       | UAZ                         | 22     | 13     | 1.692    |
| 13       | Gladiadores                 | 20     | 13     | 1.538    |
| 14       | Ocelotes UNACH              | 19     | 13     | 1.462    |
| 15       | Cuautla                     | 19     | 13     | 1.462    |
| 16       | Zitácuaro                   | 18     | 13     | 1.385    |
| 17       | Celaya "B"                  | 16     | 13     | 1.231    |
| 18       | Calor                       | 16     | 13     | 1.231    |
| 19       | Sahuayo                     | 16     | 13     | 1.231    |
| 20       | Tecamachalco                | 15     | 13     | 1.154    |
| 21       | Fresnillo                   | 15     | 13     | 1.154    |
| 22       | Ciervos F.C.                | 12     | 13     | 0.923    |
| 23       | Constructores               | 11     | 13     | 0.846    |
| 24       | Cafessa                     | 9      | 13     | 0.692    |
| 25       | Isleños F.C.                | 8      | 13     | 0.615    |
| 26       | Satélites                   | 7      | 13     | 0.538    |
| 27       | Cuatetes                    | 7      | 13     | 0.538    |
| 28       | Cimarrones "B"              | 3      | 13     | 0.231    |

     Desciende a la Tercera División.

## Liguilla
|  | Cuartos de final                                         | Cuartos de final                                         | Cuartos de final                                         |   |          | Semifinales                                              | Semifinales                                              | Semifinales                                              |  |  | Final                                         | Final                                         | Final                                         |
|  | 11 y 12 de noviembre (ida) 18 y 19 de noviembre (vuelta) | 11 y 12 de noviembre (ida) 18 y 19 de noviembre (vuelta) | 11 y 12 de noviembre (ida) 18 y 19 de noviembre (vuelta) |   |          | 22 y 23 de noviembre (ida) 25 y 26 de noviembre (vuelta) | 22 y 23 de noviembre (ida) 25 y 26 de noviembre (vuelta) | 22 y 23 de noviembre (ida) 25 y 26 de noviembre (vuelta) |  |  | 30 de noviembre (ida) 3 de diciembre (vuelta) | 30 de noviembre (ida) 3 de diciembre (vuelta) | 30 de noviembre (ida) 3 de diciembre (vuelta) |
|  |                                                          |                                                          |                                                          |   |          |                                                          |                                                          |                                                          |  |  |                                               |                                               |                                               |
|  | Tlaxcala                                                 | 1                                                        | 4                                                        |   |          |                                                          |                                                          |                                                          |  |  |                                               |                                               |                                               |
|  | Atlético Saltillo                                        | 0                                                        | 2                                                        |   |          |                                                          |                                                          |                                                          |  |  |                                               |                                               |                                               |
|  | Atlético Saltillo                                        | 0                                                        | 2                                                        |   | Tlaxcala | 2                                                        | 1                                                        |                                                          |  |  |                                               |                                               |                                               |
|  |                                                          |                                                          |                                                          |   | Tlaxcala | 2                                                        | 1                                                        |                                                          |  |  |                                               |                                               |                                               |
|  |                                                          | Correcaminos "B"                                         | 1                                                        | 0 |          |                                                          |                                                          |                                                          |  |  |                                               |                                               |                                               |
|  | Zacatecas "B"                                            | Correcaminos "B"                                         | 1                                                        | 0 | 0        | 2                                                        |                                                          |                                                          |  |  |                                               |                                               |                                               |
|  | Zacatecas "B"                                            |                                                          |                                                          |   | 0        | 2                                                        |                                                          |                                                          |  |  |                                               |                                               |                                               |
|  | Correcaminos "B"                                         | 1                                                        | 1                                                        |   |          |                                                          |                                                          |                                                          |  |  |                                               |                                               |                                               |
|  |                                                          |                                                          |                                                          |   |          |                                                          |                                                          |                                                          |  |  | Tlaxcala                                      | 1                                             | 0                                             |
|  |                                                          |                                                          | Yalmakan                                                 | 1 | 1        |                                                          |                                                          |                                                          |  |  |                                               |                                               |                                               |
|  | Orizaba                                                  | 2                                                        | 1                                                        |   |          |                                                          |                                                          |                                                          |  |  |                                               |                                               |                                               |
|  | Dorados "B"                                              | 1                                                        | 2                                                        |   |          |                                                          |                                                          |                                                          |  |  |                                               |                                               |                                               |
|  | Dorados "B"                                              | 1                                                        | 2                                                        |   | Orizaba  | 1                                                        | 2                                                        |                                                          |  |  |                                               |                                               |                                               |
|  |                                                          |                                                          |                                                          |   | Orizaba  | 1                                                        | 2                                                        |                                                          |  |  |                                               |                                               |                                               |
|  |                                                          | Yalmakan                                                 | 3                                                        | 2 |          |                                                          |                                                          |                                                          |  |  |                                               |                                               |                                               |
|  | Yalmakan                                                 | Yalmakan                                                 | 3                                                        | 2 | 0        | 2                                                        |                                                          |                                                          |  |  |                                               |                                               |                                               |
|  | Yalmakan                                                 |                                                          |                                                          |   | 0        | 2                                                        |                                                          |                                                          |  |  |                                               |                                               |                                               |
|  | Deportivo Chimalhuacán                                   | 2                                                        | 0                                                        |   |          |                                                          |                                                          |                                                          |  |  |                                               |                                               |                                               |

- Campeón clasifica a la final de ascenso.

### Cuartos de final
| 10 de noviembre, 15:00 | Deportivo Chimalhuacán            | 2:0 (1:0) | Yalmakan | Estadio La Laguna, Chimalhuacán                                  |                                                                  |
|                        | L. Hernández 19' · D. Cabrera 60' | Reporte   |          | Asistencia: 600 espectadores Árbitro(s): Eduardo Alberto Vázquez | Asistencia: 600 espectadores Árbitro(s): Eduardo Alberto Vázquez |

| 19 de noviembre, 15:00                                                     | Yalmakan                      | 2:0 (2:0) | Deportivo Chimalhuacán | Unidad Deportiva Colonia Pescadores, Puerto Morelos        |                                                            |
|                                                                            | M. Guzmán 26' · A. Molina 29' | Reporte   |                        | Asistencia: 400 espectadores Árbitro(s): Gilberto Alvarado | Asistencia: 400 espectadores Árbitro(s): Gilberto Alvarado |
| Por posición de la tabla, Yalmakan avanza a semifinales pese a empatar 2-2 |                               |           |                        |                                                            |                                                            |

| 11 de noviembre, 10:00 | Dorados "B"      | 1:2 (0:0) | Orizaba                        | Estadio Juventud, Navolato                                     |                                                                |
|                        | F. Contreras 53' | Reporte   | C. Vázquez 60' · R. Prieto 63' | Asistencia: 100 espectadores Árbitro(s): Alan Enrique Martínez | Asistencia: 100 espectadores Árbitro(s): Alan Enrique Martínez |

| 18 de noviembre, 12:00                                                    | Orizaba        | 1:2 (0:0) | Dorados "B"                       | Estadio Socum, Orizaba                                     |                                                            |
|                                                                           | C. Vázquez 71' | Reporte   | F. Contreras 47' · M.González 85' | Asistencia: 1 000 espectadores Árbitro(s): Arturo González | Asistencia: 1 000 espectadores Árbitro(s): Arturo González |
| Por posición de la tabla, Orizaba avanza a semifinales pese a empatar 3-3 |                |           |                                   |                                                            |                                                            |

| 11 de noviembre, 10:00 | Correcaminos "B"  | 1:0 (1:0) | Zacatecas "B" | Estadio Marte R. Gómez, Ciudad Victoria                     |                                                             |
|                        | M. Montelongo 26' | Reporte   |               | Asistencia: 200 espectadores Árbitro(s): Jesús Roberto Ruiz | Asistencia: 200 espectadores Árbitro(s): Jesús Roberto Ruiz |

| 18 de noviembre, 19:00                                                         | Zacatecas "B"                       | 2:1 (1:0) | Correcaminos "B" | Campo deportivo La Alberca, Tlaltenango de Sánchez Román        |                                                                 |
|                                                                                | F. Villalpando 29' · J. Ramírez 58' | Reporte   | L. Paz 55'       | Asistencia: 1 500 espectadores Árbitro(s): Juan Canales Sánchez | Asistencia: 1 500 espectadores Árbitro(s): Juan Canales Sánchez |
| Por gol de visitante, Correcaminos "B" avanza a semifinales pese a empatar 2-2 |                                     |           |                  |                                                                 |                                                                 |

| 11 de noviembre, 19:00 | Atlético Saltillo | 0:1 (0:1) | Tlaxcala       | Estadio Olímpico de Saltillo, Saltillo                  |                                                         |
|                        |                   | Reporte   | J. Rabadán 14' | Asistencia: 3 000 espectadores Árbitro(s): Oziel Mendez | Asistencia: 3 000 espectadores Árbitro(s): Oziel Mendez |

| 18 de noviembre, 18:00                           | Tlaxcala                                                       | 4:2 (3:0) | Atlético Saltillo                | Estadio Tlahuicole, Tlaxcala                                        |                                                                     |
|                                                  | J. Almanza 4' · H. Roque 17' · J. Mercado 35' · J. Rabadán 69' | Reporte   | E. Moncada 59' · J. Meléndez 87' | Asistencia: 1 500 espectadores Árbitro(s): Guillermo Pacheco Larios | Asistencia: 1 500 espectadores Árbitro(s): Guillermo Pacheco Larios |
| Con global de 5-2, Tlaxcala avanza a semifinales |                                                                |           |                                  |                                                                     |                                                                     |

### Semifinales
| 22 de noviembre, 15:00 | Yalmakan                                        | 3:1 (1:0) | Orizaba        | Unidad Deportiva Colonia Pescadores, Puerto Morelos        |                                                            |
|                        | C. Navarro 31' · H. Pelayo 50' · O. Galindo 55' | Reporte   | C. Vázquez 64' | Asistencia: 200 espectadores Árbitro(s): Alan Manuel Pérez | Asistencia: 200 espectadores Árbitro(s): Alan Manuel Pérez |

| 25 de noviembre, 12:00                         | Orizaba                          | 2:2 (0:2) | Yalmakan                      | Estadio Socum, Orizaba                                        |                                                               |
|                                                | C. Vázquez 48' · B. Martínez 83' | Reporte   | C. Navarro 6' · O. Galindo 8' | Asistencia: 2 200 espectadores Árbitro(s): Jesús Roberto Ruíz | Asistencia: 2 200 espectadores Árbitro(s): Jesús Roberto Ruíz |
| Con Global de 5-3, Yalmakan avanza a la Final. |                                  |           |                               |                                                               |                                                               |

| 22 de noviembre, 19:00 | Correcaminos "B" | 1:2 (0:0) | Tlaxcala                        | Estadio Marte R. Gómez, Ciudad Victoria                       |                                                               |
|                        | O. Jiménez 83'   | Reporte   | J. Almanza 59' · J. Mercado 89' | Asistencia: 400 espectadores Árbitro(s): Mario Alberto Loredo | Asistencia: 400 espectadores Árbitro(s): Mario Alberto Loredo |

| 25 de noviembre, 18:00                         | Tlaxcala      | 1:0 (1:0) | Correcaminos "B" | Estadio Tlahuicole, Tlaxcala                                    |                                                                 |
|                                                | J. Castro 44' | Reporte   |                  | Asistencia: 2000 espectadores Árbitro(s): Mario Terrazas Chávez | Asistencia: 2000 espectadores Árbitro(s): Mario Terrazas Chávez |
| Con Global de 3-1, Tlaxcala avanza a la Final. |               |           |                  |                                                                 |                                                                 |

### Final - Ida
| 1     | POR   | Bryan Meza            |     |
| 2     | DEF   | Gustavo Adolfo Can    |     |
| 4     | DEF   | Axel Molina           |     |
| 5     | DEF   | José Luis Carrillo    |     |
| 8     | DEF   | Julio Valentín López  |     |
| 18    | DEF   | Jesús David Maldonado |     |
| 6     | MED   | Carlos Navarro        |     |
| 14    | MED   | Kevin Armando Lazos   | 73' |
| 17    | MED   | Javier López          |     |
| 9     | DEL   | Osvaldo Galindo       |     |
| 11    | DEL   | Marco Antonio Guzmán  | 86' |
| D. T. | D. T. | Carlos Bracamontes    |     |

| 1     | POR   | José Manuel González   |     |
| 2     | DEF   | Arnold Ríos            |     |
| 4     | DEF   | Óscar Alejandro Torres |     |
| 5     | DEF   | Jesús Gilfredo Castro  |     |
| 13    | DEF   | Enrique Ornelas        |     |
| 6     | MED   | Marco Giovanni Rojas   |     |
| 8     | MED   | Henox Roque            | 88' |
| 10    | MED   | José Francisco Almanza |     |
| 11    | MED   | Jesús Fernando Morgan  | 68' |
| 18    | MED   | José Eleazar Contreras | 68' |
| 9     | DEL   | Luis Fernando Torres   |     |
| D. T. | D. T. | Silvio Rudman          |     |

| 19 | Delantero | Héctor Daniel Haro        | 73' |
| 7  | Delantero | Luis Fernando Bracamontes | 86' |

| 20 | Centrocampista | Javier Alejandro Rabadán | 68' |
| 24 | Centrocampista | Bryan Morales            | 68' |
| 3  | Defensa        | Francisco García Torres  | 88' |

| 44' | México Marco Antonio Guzmán | 1 |

| 79' | Javier Alejandro Rabadán | 1 |

| 57' · 78' | Marco Antonio Guzmán Julio Valentín López |

| 21' · 43' · 75' · 78' | J. Contreras M. Rojas O. Torres J. Almanza |

| Principal  | Mario Terrazas Chávez          |
| Asistentes | Gamaliel Jiménez Gómez         |
|            | Wilberth Renee Briceño Morales |
| Cuarto     | Julio César Flores Rodríguez   |

|                    |   |   |
| Tiros              | - | - |
| Tiros a puerta     | - | - |
| Faltas             | - | - |
| Saques de esquina  | - | - |
| Penaltis           | - | - |
| Fueras de juego    | - | - |
| Posesión del balón | % | % |

| Alineación inicial |

| 1     | POR   | Bryan Meza            |     |
| 2     | DEF   | Gustavo Adolfo Can    |     |
| 4     | DEF   | Axel Molina           |     |
| 5     | DEF   | José Luis Carrillo    |     |
| 8     | DEF   | Julio Valentín López  |     |
| 18    | DEF   | Jesús David Maldonado |     |
| 6     | MED   | Carlos Navarro        |     |
| 14    | MED   | Kevin Armando Lazos   | 73' |
| 17    | MED   | Javier López          |     |
| 9     | DEL   | Osvaldo Galindo       |     |
| 11    | DEL   | Marco Antonio Guzmán  | 86' |
| D. T. | D. T. | Carlos Bracamontes    |     |

| 1     | POR   | José Manuel González   |     |
| 2     | DEF   | Arnold Ríos            |     |
| 4     | DEF   | Óscar Alejandro Torres |     |
| 5     | DEF   | Jesús Gilfredo Castro  |     |
| 13    | DEF   | Enrique Ornelas        |     |
| 6     | MED   | Marco Giovanni Rojas   |     |
| 8     | MED   | Henox Roque            | 88' |
| 10    | MED   | José Francisco Almanza |     |
| 11    | MED   | Jesús Fernando Morgan  | 68' |
| 18    | MED   | José Eleazar Contreras | 68' |
| 9     | DEL   | Luis Fernando Torres   |     |
| D. T. | D. T. | Silvio Rudman          |     |

| 19 | Delantero | Héctor Daniel Haro        | 73' |
| 7  | Delantero | Luis Fernando Bracamontes | 86' |

| 20 | Centrocampista | Javier Alejandro Rabadán | 68' |
| 24 | Centrocampista | Bryan Morales            | 68' |
| 3  | Defensa        | Francisco García Torres  | 88' |

| 44' | México Marco Antonio Guzmán | 1 |

| 79' | Javier Alejandro Rabadán | 1 |

| 57' · 78' | Marco Antonio Guzmán Julio Valentín López |

| 21' · 43' · 75' · 78' | J. Contreras M. Rojas O. Torres J. Almanza |

| Principal  | Mario Terrazas Chávez          |
| Asistentes | Gamaliel Jiménez Gómez         |
|            | Wilberth Renee Briceño Morales |
| Cuarto     | Julio César Flores Rodríguez   |

|                    |   |   |
| Tiros              | - | - |
| Tiros a puerta     | - | - |
| Faltas             | - | - |
| Saques de esquina  | - | - |
| Penaltis           | - | - |
| Fueras de juego    | - | - |
| Posesión del balón | % | % |

| Alineación inicial |

| 1     | POR   | Bryan Meza            |     |
| 2     | DEF   | Gustavo Adolfo Can    |     |
| 4     | DEF   | Axel Molina           |     |
| 5     | DEF   | José Luis Carrillo    |     |
| 8     | DEF   | Julio Valentín López  |     |
| 18    | DEF   | Jesús David Maldonado |     |
| 6     | MED   | Carlos Navarro        |     |
| 14    | MED   | Kevin Armando Lazos   | 73' |
| 17    | MED   | Javier López          |     |
| 9     | DEL   | Osvaldo Galindo       |     |
| 11    | DEL   | Marco Antonio Guzmán  | 86' |
| D. T. | D. T. | Carlos Bracamontes    |     |

| 1     | POR   | José Manuel González   |     |
| 2     | DEF   | Arnold Ríos            |     |
| 4     | DEF   | Óscar Alejandro Torres |     |
| 5     | DEF   | Jesús Gilfredo Castro  |     |
| 13    | DEF   | Enrique Ornelas        |     |
| 6     | MED   | Marco Giovanni Rojas   |     |
| 8     | MED   | Henox Roque            | 88' |
| 10    | MED   | José Francisco Almanza |     |
| 11    | MED   | Jesús Fernando Morgan  | 68' |
| 18    | MED   | José Eleazar Contreras | 68' |
| 9     | DEL   | Luis Fernando Torres   |     |
| D. T. | D. T. | Silvio Rudman          |     |

| 19 | Delantero | Héctor Daniel Haro        | 73' |
| 7  | Delantero | Luis Fernando Bracamontes | 86' |

| 20 | Centrocampista | Javier Alejandro Rabadán | 68' |
| 24 | Centrocampista | Bryan Morales            | 68' |
| 3  | Defensa        | Francisco García Torres  | 88' |

| 44' | México Marco Antonio Guzmán | 1 |

| 79' | Javier Alejandro Rabadán | 1 |

| 57' · 78' | Marco Antonio Guzmán Julio Valentín López |

| 21' · 43' · 75' · 78' | J. Contreras M. Rojas O. Torres J. Almanza |

| Principal  | Mario Terrazas Chávez          |
| Asistentes | Gamaliel Jiménez Gómez         |
|            | Wilberth Renee Briceño Morales |
| Cuarto     | Julio César Flores Rodríguez   |

|                    |   |   |
| Tiros              | - | - |
| Tiros a puerta     | - | - |
| Faltas             | - | - |
| Saques de esquina  | - | - |
| Penaltis           | - | - |
| Fueras de juego    | - | - |
| Posesión del balón | % | % |

| Alineación inicial |

| 1     | POR   | Bryan Meza            |     |
| 2     | DEF   | Gustavo Adolfo Can    |     |
| 4     | DEF   | Axel Molina           |     |
| 5     | DEF   | José Luis Carrillo    |     |
| 8     | DEF   | Julio Valentín López  |     |
| 18    | DEF   | Jesús David Maldonado |     |
| 6     | MED   | Carlos Navarro        |     |
| 14    | MED   | Kevin Armando Lazos   | 73' |
| 17    | MED   | Javier López          |     |
| 9     | DEL   | Osvaldo Galindo       |     |
| 11    | DEL   | Marco Antonio Guzmán  | 86' |
| D. T. | D. T. | Carlos Bracamontes    |     |

| 1     | POR   | José Manuel González   |     |
| 2     | DEF   | Arnold Ríos            |     |
| 4     | DEF   | Óscar Alejandro Torres |     |
| 5     | DEF   | Jesús Gilfredo Castro  |     |
| 13    | DEF   | Enrique Ornelas        |     |
| 6     | MED   | Marco Giovanni Rojas   |     |
| 8     | MED   | Henox Roque            | 88' |
| 10    | MED   | José Francisco Almanza |     |
| 11    | MED   | Jesús Fernando Morgan  | 68' |
| 18    | MED   | José Eleazar Contreras | 68' |
| 9     | DEL   | Luis Fernando Torres   |     |
| D. T. | D. T. | Silvio Rudman          |     |

| 19 | Delantero | Héctor Daniel Haro        | 73' |
| 7  | Delantero | Luis Fernando Bracamontes | 86' |

| 20 | Centrocampista | Javier Alejandro Rabadán | 68' |
| 24 | Centrocampista | Bryan Morales            | 68' |
| 3  | Defensa        | Francisco García Torres  | 88' |

| 44' | México Marco Antonio Guzmán | 1 |

| 79' | Javier Alejandro Rabadán | 1 |

| 57' · 78' | Marco Antonio Guzmán Julio Valentín López |

| 21' · 43' · 75' · 78' | J. Contreras M. Rojas O. Torres J. Almanza |

| Principal  | Mario Terrazas Chávez          |
| Asistentes | Gamaliel Jiménez Gómez         |
|            | Wilberth Renee Briceño Morales |
| Cuarto     | Julio César Flores Rodríguez   |

|                    |   |   |
| Tiros              | - | - |
| Tiros a puerta     | - | - |
| Faltas             | - | - |
| Saques de esquina  | - | - |
| Penaltis           | - | - |
| Fueras de juego    | - | - |
| Posesión del balón | % | % |

| Alineación inicial |

### Final - Vuelta
| 1     | POR   | José Manuel González   |     |
| 2     | DEF   | Arnold Ríos            | 82' |
| 4     | DEF   | Óscar Torres           |     |
| 5     | DEF   | Jesús Castro           |     |
| 13    | DEF   | Enrique Ornelas        |     |
| 6     | MED   | Marco Rojas            |     |
| 7     | MED   | José de Jesús Mercado  |     |
| 10    | MED   | José Francisco Almanza |     |
| 11    | MED   | Jesús Fernando Morgan  | 69' |
| 20    | MED   | Javier Rabadán         | 69' |
| 9     | DEL   | Luis Fernando Torres   |     |
| D. T. | D. T. | Silvio Rudman          |     |

| 1     | POR   | Bryan Meza              |     |
| 2     | DEF   | Gustavo Can             |     |
| 4     | DEF   | Axel Molina             |     |
| 5     | DEF   | José Luis Carrillo      |     |
| 8     | DEF   | Julio Valentín López    |     |
| 18    | DEF   | Jesús Maldonado         |     |
| 6     | MED   | Carlos Navarro          | 82' |
| 14    | MED   | Armando Lazos           |     |
| 17    | MED   | Javier López Valdovinos |     |
| 9     | DEL   | Osvaldo Galindo         | 90' |
| 11    | DEL   | Marco Antonio Guzmán    | 90' |
| D. T. | D. T. | Carlos Bracamontes      |     |

| 24 | Centrocampista | Bryan Morales   | 69' |
| 18 | Centrocampista | José Contreras  | 69' |
| 25 | Delantero      | Jonathan Suárez | 82' |

| 3  | Centrocampista | Rogelio Salinas           | 82' |
| 19 | Delantero      | Héctor Pelayo             | 90' |
| 7  | Delantero      | Luis Fernando Bracamontes | 90' |

| 74' | J. Valentín | 1 |

| 40' · 90' | M. Rojas J. Almanza |

| 45' · 90' | M. Guzmán J. López |

| Principal  | Gustavo Padilla Aguirre    |
| Asistentes | David Camilo López         |
|            | Isaac Javier Farias Moreno |
| Cuarto     | Alfredo Medina Mendoza     |

|                    |   |   |
| Tiros              | - | - |
| Tiros a puerta     | - | - |
| Faltas             | - | - |
| Saques de esquina  | - | - |
| Penaltis           | - | - |
| Fueras de juego    | - | - |
| Posesión del balón | % | % |

| Alineación inicial |

| 1     | POR   | José Manuel González   |     |
| 2     | DEF   | Arnold Ríos            | 82' |
| 4     | DEF   | Óscar Torres           |     |
| 5     | DEF   | Jesús Castro           |     |
| 13    | DEF   | Enrique Ornelas        |     |
| 6     | MED   | Marco Rojas            |     |
| 7     | MED   | José de Jesús Mercado  |     |
| 10    | MED   | José Francisco Almanza |     |
| 11    | MED   | Jesús Fernando Morgan  | 69' |
| 20    | MED   | Javier Rabadán         | 69' |
| 9     | DEL   | Luis Fernando Torres   |     |
| D. T. | D. T. | Silvio Rudman          |     |

| 1     | POR   | Bryan Meza              |     |
| 2     | DEF   | Gustavo Can             |     |
| 4     | DEF   | Axel Molina             |     |
| 5     | DEF   | José Luis Carrillo      |     |
| 8     | DEF   | Julio Valentín López    |     |
| 18    | DEF   | Jesús Maldonado         |     |
| 6     | MED   | Carlos Navarro          | 82' |
| 14    | MED   | Armando Lazos           |     |
| 17    | MED   | Javier López Valdovinos |     |
| 9     | DEL   | Osvaldo Galindo         | 90' |
| 11    | DEL   | Marco Antonio Guzmán    | 90' |
| D. T. | D. T. | Carlos Bracamontes      |     |

| 24 | Centrocampista | Bryan Morales   | 69' |
| 18 | Centrocampista | José Contreras  | 69' |
| 25 | Delantero      | Jonathan Suárez | 82' |

| 3  | Centrocampista | Rogelio Salinas           | 82' |
| 19 | Delantero      | Héctor Pelayo             | 90' |
| 7  | Delantero      | Luis Fernando Bracamontes | 90' |

| 74' | J. Valentín | 1 |

| 40' · 90' | M. Rojas J. Almanza |

| 45' · 90' | M. Guzmán J. López |

| Principal  | Gustavo Padilla Aguirre    |
| Asistentes | David Camilo López         |
|            | Isaac Javier Farias Moreno |
| Cuarto     | Alfredo Medina Mendoza     |

|                    |   |   |
| Tiros              | - | - |
| Tiros a puerta     | - | - |
| Faltas             | - | - |
| Saques de esquina  | - | - |
| Penaltis           | - | - |
| Fueras de juego    | - | - |
| Posesión del balón | % | % |

| Alineación inicial |

| 1     | POR   | José Manuel González   |     |
| 2     | DEF   | Arnold Ríos            | 82' |
| 4     | DEF   | Óscar Torres           |     |
| 5     | DEF   | Jesús Castro           |     |
| 13    | DEF   | Enrique Ornelas        |     |
| 6     | MED   | Marco Rojas            |     |
| 7     | MED   | José de Jesús Mercado  |     |
| 10    | MED   | José Francisco Almanza |     |
| 11    | MED   | Jesús Fernando Morgan  | 69' |
| 20    | MED   | Javier Rabadán         | 69' |
| 9     | DEL   | Luis Fernando Torres   |     |
| D. T. | D. T. | Silvio Rudman          |     |

| 1     | POR   | Bryan Meza              |     |
| 2     | DEF   | Gustavo Can             |     |
| 4     | DEF   | Axel Molina             |     |
| 5     | DEF   | José Luis Carrillo      |     |
| 8     | DEF   | Julio Valentín López    |     |
| 18    | DEF   | Jesús Maldonado         |     |
| 6     | MED   | Carlos Navarro          | 82' |
| 14    | MED   | Armando Lazos           |     |
| 17    | MED   | Javier López Valdovinos |     |
| 9     | DEL   | Osvaldo Galindo         | 90' |
| 11    | DEL   | Marco Antonio Guzmán    | 90' |
| D. T. | D. T. | Carlos Bracamontes      |     |

| 24 | Centrocampista | Bryan Morales   | 69' |
| 18 | Centrocampista | José Contreras  | 69' |
| 25 | Delantero      | Jonathan Suárez | 82' |

| 3  | Centrocampista | Rogelio Salinas           | 82' |
| 19 | Delantero      | Héctor Pelayo             | 90' |
| 7  | Delantero      | Luis Fernando Bracamontes | 90' |

| 74' | J. Valentín | 1 |

| 40' · 90' | M. Rojas J. Almanza |

| 45' · 90' | M. Guzmán J. López |

| Principal  | Gustavo Padilla Aguirre    |
| Asistentes | David Camilo López         |
|            | Isaac Javier Farias Moreno |
| Cuarto     | Alfredo Medina Mendoza     |

|                    |   |   |
| Tiros              | - | - |
| Tiros a puerta     | - | - |
| Faltas             | - | - |
| Saques de esquina  | - | - |
| Penaltis           | - | - |
| Fueras de juego    | - | - |
| Posesión del balón | % | % |

| Alineación inicial |

| 1     | POR   | José Manuel González   |     |
| 2     | DEF   | Arnold Ríos            | 82' |
| 4     | DEF   | Óscar Torres           |     |
| 5     | DEF   | Jesús Castro           |     |
| 13    | DEF   | Enrique Ornelas        |     |
| 6     | MED   | Marco Rojas            |     |
| 7     | MED   | José de Jesús Mercado  |     |
| 10    | MED   | José Francisco Almanza |     |
| 11    | MED   | Jesús Fernando Morgan  | 69' |
| 20    | MED   | Javier Rabadán         | 69' |
| 9     | DEL   | Luis Fernando Torres   |     |
| D. T. | D. T. | Silvio Rudman          |     |

| 1     | POR   | Bryan Meza              |     |
| 2     | DEF   | Gustavo Can             |     |
| 4     | DEF   | Axel Molina             |     |
| 5     | DEF   | José Luis Carrillo      |     |
| 8     | DEF   | Julio Valentín López    |     |
| 18    | DEF   | Jesús Maldonado         |     |
| 6     | MED   | Carlos Navarro          | 82' |
| 14    | MED   | Armando Lazos           |     |
| 17    | MED   | Javier López Valdovinos |     |
| 9     | DEL   | Osvaldo Galindo         | 90' |
| 11    | DEL   | Marco Antonio Guzmán    | 90' |
| D. T. | D. T. | Carlos Bracamontes      |     |

| 24 | Centrocampista | Bryan Morales   | 69' |
| 18 | Centrocampista | José Contreras  | 69' |
| 25 | Delantero      | Jonathan Suárez | 82' |

| 3  | Centrocampista | Rogelio Salinas           | 82' |
| 19 | Delantero      | Héctor Pelayo             | 90' |
| 7  | Delantero      | Luis Fernando Bracamontes | 90' |

| 74' | J. Valentín | 1 |

| 40' · 90' | M. Rojas J. Almanza |

| 45' · 90' | M. Guzmán J. López |

| Principal  | Gustavo Padilla Aguirre    |
| Asistentes | David Camilo López         |
|            | Isaac Javier Farias Moreno |
| Cuarto     | Alfredo Medina Mendoza     |

|                    |   |   |
| Tiros              | - | - |
| Tiros a puerta     | - | - |
| Faltas             | - | - |
| Saques de esquina  | - | - |
| Penaltis           | - | - |
| Fueras de juego    | - | - |
| Posesión del balón | % | % |

| Alineación inicial |

| Campeón Apertura 2017 |
| --------------------- |
|                       |
| Yalmakan              |
| 2° Título             |

## Máximos Goleadores
Lista con los máximos goleadores del torneo, * Datos según la página oficial.
| Pos. | Jugador                | Equipo                 | Goles | Minutos |
| ---- | ---------------------- | ---------------------- | ----- | ------- |
| 1°   | Isaac Yair García      | Inter de San Miguel    | 11    | 1167    |
| 2°   | Luis Fernando Torres   | Tlaxcala               | 11    | 1144    |
| 3°   | Fernando Villalpando   | Zacatecas "B"          | 11    | 1050    |
| 4°   | Mario Iván Sánchez     | Deportivo Chimalhuacán | 9     | 1129    |
| 5°   | José Francisco Almanza | Tlaxcala               | 9     | 786     |

## Asistencia
- Datos según la página oficial de la competición. [3]

 Fecha de actualización: 05 de noviembre de 2017
| 1  | 7.250 | 518 | Orizaba vs Cuatetes (1 300)                                   | Archivo:Correcaminos UAT.png Correcaminos B vs Dorados B (50)      |
| 2  | 8.025 | 573 | Tlaxcala vs Gladiadores (3 000)                               | Tecamachalco vs Cuautla (75)                                       |
| 3  | 5.600 | 400 | Orizaba vs Isleños F.C. (1 300)                               | Gladiadores vs Cuatetes (100)                                      |
| 4  | 4.250 | 296 | Mineros de Zacatecas B vs Internacional de San Miguel (1 500) | Cimarrones B vs UAZ(100)                                           |
| 5  | 6.939 | 496 | Tlaxacala vs Cuatetes (2 000)                                 | Constructores vs Dorados B (100)                                   |
| 6  | 3.420 | 255 | Mineros de Zacatecas "B" vs Atlético Saltillo (800)           | Calor de San Pedro vs Sahuayo (70)                                 |
| 7  | 5.200 | 371 | Orizaba vs Cuautla (1 500)                                    | U de G "B" vs Dorados "B" (50)                                     |
| 8  | 2.059 | 147 | Dorados "B" vs Mineros de Zacatecas "B" (200)                 | Tecamachalco vs Tlaxacala (50)                                     |
| 9  | 7.550 | 539 | Tlaxcala vs Yalmakan (2 500)                                  | U. de G. "B" vs Calor (50)                                         |
| 10 | 3.900 | 325 | Orizaba vs Chapulineros (1 300)                               | Calor vs Mineros de Zacatecas "B" (50)                             |
| 11 | 6.200 | 442 | Atlético Saltillo vs Sahuayo (2 000)                          | U. de G. "B" vs Correcaminos "B" Archivo:Correcaminos UAT.png (50) |
| 12 | 4.150 | 296 | Atlético Saltillo vs Cimarrones "B" (850)                     | Fresnillo vs U. de G. "B" (100)                                    |
| 13 | 3.350 | 239 | Tlaxcala vs Orizaba (1 000)                                   | U. de G. "B" vsUAZ (50)                                            |